# Within Our Gates
Within Our Gates é um filme mudo americano de drama racial de 1920, produzido, escrito e dirigido por Oscar Micheaux. O filme retrata a situação racial contemporânea nos Estados Unidos durante o início do século XX, os anos das leis Jim Crow, o renascimento da Ku Klux Klan, a Grande Migração de negros para cidades do Norte e Centro-Oeste, e o surgimento do "Novo Negro”.
A trama apresenta uma mulher afro-americana que vai para o Norte em um esforço para arrecadar dinheiro para uma escola rural no Deep South para crianças negras pobres. Seu romance com um médico negro eventualmente leva a revelações sobre o passado de sua família e sua ascendência europeia mestiça. O filme retrata a violência racial sob a supremacia branca, e o linchamento de pessoas negras. É o filme mais antigo conhecido de um diretor afro-americano e foi eleito um dos maiores filmes de todos os tempos por um diretor negro.

## Enredo
Sylvia Landry, uma jovem afro-americana, visitando sua prima Alma no Norte. Sylvia está aguardando o retorno de Conrad enquanto planejam se casar. Alma também ama Conrad. Larry, meio-irmão de Alma, tenta cortejar Sylvia, mas é rejeitado. Larry mata um jogador profissional após trapacear durante uma partida de pôquer. Alma faz com que Sylvia seja pega em uma situação aparentemente comprometedora por Conrad quando ele retornar. Conrad começa a estrangular Sylvia, mas é impedido por Alma. Conrad parte para o Brasil. Sylvia retorna ao Sul.
Sylvia conhece o Rev. Jacobs, um ministro que dirige uma escola rural para crianças negras chamada Piney Woods School. A escola está superlotada e o Rev. Jacobs não pode continuar com a pequena quantia oferecida aos negros para educação pelo estado. Com a escola prestes a fechar, Sylvia se voluntaria para retornar ao Norte para tentar arrecadar US$ 5.000.
A bolsa de Sylvia é roubada em Boston. Um homem chamado Dr. Vivian persegue o ladrão e recupera a bolsa. Depois de correr para a rua para salvar uma criança de um atropelamento, a própria Sylvia é atropelada pelo carro. Enquanto ela se recupera no hospital, ela conhece a dona do carro - Elena Warwick, uma rica filantropa. Ao saber da missão de Sylvia, Elena decide dar-lhe o dinheiro necessário. Quando sua amiga sulista, a Sra. Stratton, tenta desencorajá-la, Warwick aumenta sua doação para US$ 50.000. Esse valor vai salvar a escola e Sylvia volta para o Sul.
O reverendo Jacobs pede a mão de Sylvia em casamento, mas Sylvia, agora apaixonada pelo Dr. Vivian, recusa. Larry, fugindo da polícia, encontra Sylvia e tenta chantageá-la com segredos do passado de Sylvia. Em vez de roubar a escola em nome de Larry, Sylvia foge durante a noite e segue para o norte. Mais tarde, o Dr. Vivian procura Sylvia. Larry, que ficou sem dinheiro e voltou para Alma, é morto a tiros durante uma tentativa de assalto a banco. Dr. Vivian por acaso acaba tratando de Larry e conhece Alma. Alma conta à Dr. Vivian sobre o passado de Sylvia: essas cenas de flashback são retratadas no filme. Sylvia foi adotada e criada por uma família negra pobre, os Landrys, que conseguiu proporcionar-lhe educação.
Durante sua juventude, o pai de Sylvia, Jasper Landry, foi injustamente acusado do assassinato de Philip Gridlestone, um impopular, mas rico proprietário de terras branco, acusação feita pelo leal servo negro de Philip, Efrem. Uma multidão branca atacou a família Landry, linchando os pais e depois queimando seus corpos. O filho deles, Emil, conseguiu escapar depois de quase ser baleado. A multidão também linchou Efrem, apesar de ele colaborar com eles. Sylvia também escapou após ser perseguida e atacada por Armand Gridlestone, irmão de Philip, que a dominou e esteve perto de estuprá-la. Ao notar uma cicatriz em seu seio, Armand percebeu que Sylvia era na verdade sua filha mestiça, nascida de seu casamento com uma mulher negra local e que havia pago por sua educação.
Depois de ouvir sobre sua vida, o Dr. Vivian se encontra com Sylvia; ele a incentiva a amar seu país e a se orgulhar das contribuições dos afro-americanos. Ele professa seu amor por ela e eles se casam.

## Elenco
- Evelyn Preer como Sylvia Landry
- Floy Clements como Alma Prichard[2]
- William Starks como Jasper Landry
- Mattie Edwards como esposa de Jasper Landry[3]
- James D. Ruffin como Conrad Drebert, noivo de Sylvia
- Jack Chenault como Larry Prichard, meio-irmão de Alma
- William Smith como Philip Gentry, um detetive
- Charles D. Lucas como Dr. V. Vivian
- Bernice Ladd como Sra. Geraldine Stratton
- Sra. Evelyn como Sra. Elena Warwick
- William Starks como Jasper Landry
- Ralph Johnson como Philip Gridlestone
- E.G. Tatum como Efrem
- Grant Edwards como Emil Landry
- Grant Gorman como Armand Gridlestone

## Produção
Within Our Gates foi produzido quando os primeiros estúdios de cinema da primeira indústria cinematográfica da América estavam sediados em Fort Lee, Nova Jérsei, no início do século XX.
Muitas vezes considerado no contexto de The Birth of a Nation (1915), de D. W. Griffith, o projeto de Micheaux foi considerado pelos críticos como uma resposta. O retrato do linchamento no filme mostra "o que os negros sabiam e os brancos do norte se recusavam a acreditar", transformando a "acusação de 'primitivismo'... de volta à cultura branca do sul".

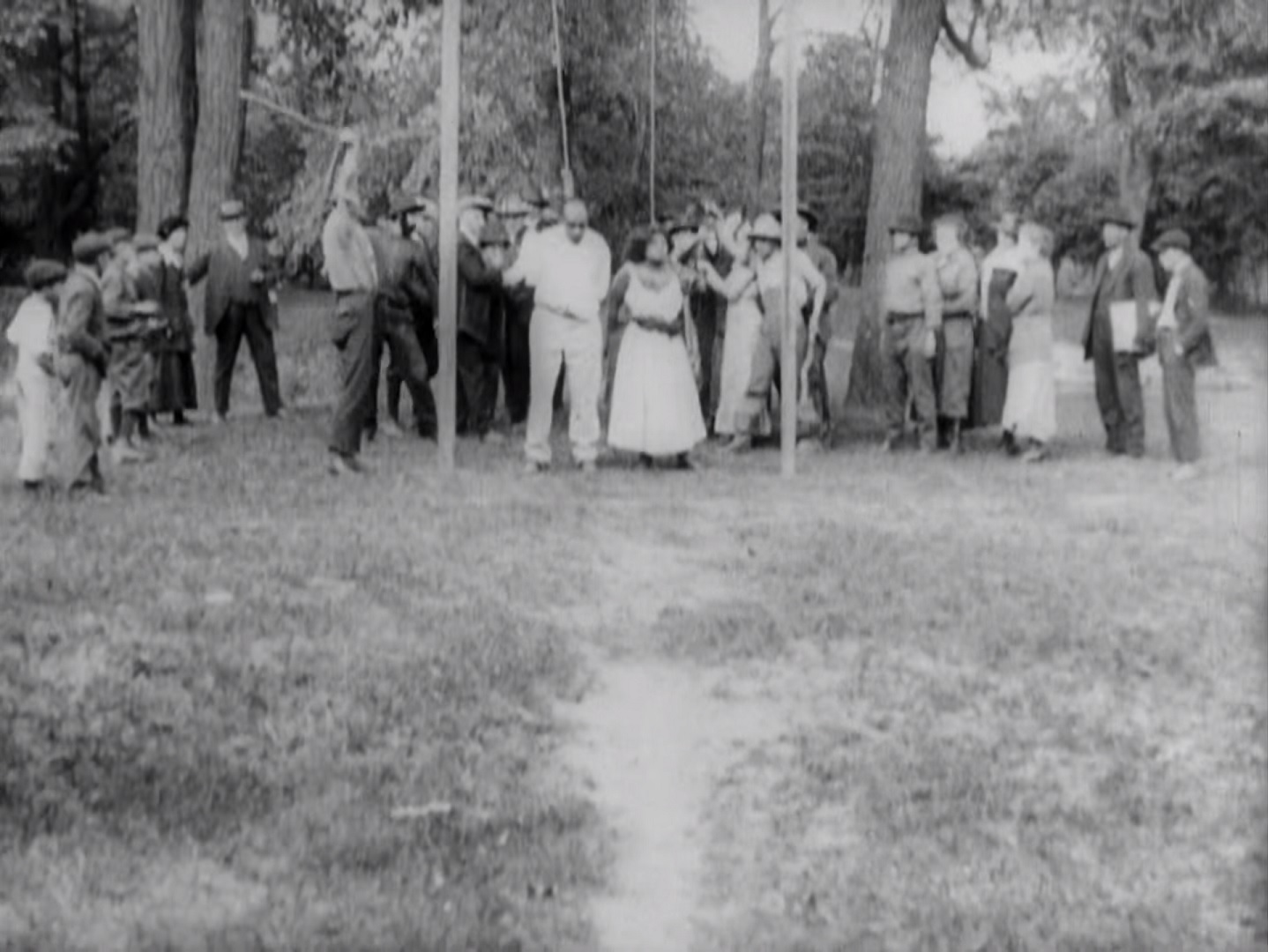
Cena de Within Our Gates, retratando o linchamento de Jasper Landry (William Stark) e sua esposa (Mattie Edwards)

Também durante este período ocorreu o motim racial de Chicago de 1919, no qual multidões brancas mataram vários negros e queimaram bairros residenciais, deixando milhares de cidadãos negros desabrigados. O crítico Ronald J. Green acredita que Micheaux viu que os cidadãos negros lutaram em Chicago e escolheu o título com uma alusão ao risco para os brancos na futura violência racial.
Within Our Gates foi o segundo de mais de quarenta filmes dirigidos por Micheaux. Com um orçamento limitado, Micheaux teve que usar fantasias e adereços emprestados. Ele não teve oportunidade de refazer as cenas.

## Preservação
Depois de ter sido dado como perdido por décadas, o filme foi encontrado quando uma única impressão, intitulada La Negra (A Mulher Negra), foi descoberta em 1979 na Espanha pelo historiador de cinema Thomas Cripps. Uma breve sequência no meio do filme foi perdida. Apenas quatro das legendas originais em inglês sobreviveram, o restante foi substituído por legendas em espanhol quando adquirida pela Filmoteca Española por Pts 4.000 em 1956.
Em 1993, o Centro de Conservação de Filmes da Biblioteca do Congresso restaurou o filme o mais próximo possível do original. Scott Simmon traduziu os títulos espanhóis de volta para o inglês, removeu material explicativo adicionado para o público espanhol e baseou-se no estilo e dicção usados por Micheaux em seus romances e nas legendas de Body and Soul, seu único filme mudo a sobreviver com as legendas originais. A sequência que faltava foi resumida com um quadro entre títulos.

## Resposta
Within Our Gates foi inicialmente rejeitado pelo Conselho de Censores de Chicago quando Micheaux apresentou o filme em dezembro de 1919. Um artigo no Chicago Defender de 17 de janeiro de 1920 afirmava: "Esta é o filme que exigiu dois meses inteiros para ser aprovado pelos Conselhos de Censura." Uma semana depois, o Defender relatou:
Aqueles que argumentaram com o espetáculo de julho passado em Chicago, sempre antes deles, declararam que a exibição era preeminentemente perigosa; enquanto aqueles que raciocinaram com o conhecimento das condições existentes, das injustiças dos tempos, dos linchamentos e das desvantagens da ignorância, determinaram que era chegado o momento de trazer a lição para a frente.
Os críticos do filme temiam que cenas de linchamento e tentativa de estupro provocassem violência inter-racial em uma cidade ainda tensa devido aos tumultos de julho de 1919. Autoridades em Omaha (que também sofreu um motim racial), Nova Orleans e outras cidades opuseram-se por razões semelhantes quando bloquearam a exibição do filme ou exigiram que essas cenas fossem cortadas.
Quando lançado em janeiro de 1920, contrariando relatos de polêmica, o filme atraiu grande público em Chicago. Foi exibido em versões com cortes diferentes. Por exemplo, um artigo no Defender relatou que em 24 de fevereiro de 1920, Within Our Gates seria exibido no States Theatre em Chicago "sem os cortes feitos antes de sua apresentação inicial". Outras evidências de cortes foram fotos de cenas que não apareceram na cópia sobrevivente do filme e descrições dos espectadores que diferiam da versão atual do filme.
É considerada uma expressão importante da vida afro-americana nos anos imediatamente seguintes à Primeira Guerra Mundial, quando ocorreram violentos incidentes racistas nos Estados Unidos, mas com mais frequência no Sul. Em 1992, Within Our Gates foi selecionado pela Biblioteca do Congresso para preservação no National Film Registry dos Estados Unidos como sendo "culturalmente, historicamente e esteticamente significativo".
DJ Spooky criou uma nova trilha sonora para o filme como parte de um box set com Kino Lorber.
Em 2023, Within Our Gates foi eleito pela Slate como um dos maiores filmes já criados por diretores negros. O filme também foi o primeiro filme listado pela Slate como parte do "novo cânone do filme negro".

## Estética
O trabalho de Micheaux tem sido frequentemente criticado por carecer de sutileza estética ou poder artístico. Micheaux construiu Within Our Gates para educar seu público sobre racismo, elevação, peonagem, direitos das mulheres e o "novo negro" urbano emergente após a Grande Migração.
Seu movimento na trama entre Norte e Sul foi semelhante ao de D. W. Griffith, que utilizou uma trama de casamento norte-sul, mas também expressou a mobilidade dos povos nesse período. Griffith dramatizou uma reunião branca de regiões que cancelou o legado da Era da Reconstrução para deixar os negros fora do cenário nacional. O filme de Micheaux terminou com um casamento que uniu sofisticados afro-americanos do Norte e do Sul. Juntos, reivindicam simbolicamente toda a nação, apesar da discriminação contra os negros nas forças armadas e dos motins raciais de 1919, que se basearam na competição laboral e social.
Críticos (como Jane Gaines, Ronald Green e Pearl Bowser e Louise Spence) observam como Micheaux intercalou o linchamento da família Landry com a tentativa de estupro de Sylvia por Gridlestone. Esta edição desconstruiu a ideologia branca de que o linchamento era para punir homens negros por supostas agressões sexuais contra mulheres brancas. Micheaux retratou as agressões sexuais mais frequentes de mulheres negras por homens brancos, aludindo à prática histórica generalizada de homens brancos se aproveitarem de mulheres negras escravas. Outras passagens foram editadas para desconstruir as tradições visuais e as ideologias brancas. O filme também abordou vários eventos sociais e políticos atuais, incluindo a morte de Theodore Roosevelt, as contribuições de soldados afro-americanos para a guerra, os debates no Senado dos Estados Unidos sobre as leis Jim Crow e a escravidão no Sul.

## Representação do racismo
O filme retrata vários aspectos da sociedade afro-americana contemporânea. Heróis e heroínas incluem Sylvia Landry e o reverendo Jacobs, mas também criminosos, como Larry, e "lacaios" como um ministro apoiado pela Sr.ª Stafford, que encorajou os afro-americanos a rejeitarem o sufrágio. O crítico Ronald J. Green sugere que Bernice Ladd, como Sra. Statton, representa uma "figura de Lillian Gish", referindo-se ao seu papel em The Birth of a Nation. Statton é retratada como racista e antifeminista. Green observa que Micheaux pretendia estabelecer as ligações entre os dois filmes e escalou Ladd em parte por sua semelhança física com Gish. No início de Within Our Gates, Micheaux usa a personagem Sra. Geraldine Stratton, uma rica mulher branca do sul, para retratar a realidade da vida americana, não um mundo onde não há brancos. A Sra. Stratton incorpora a essência do preconceito sulista; como resultado de seu medo de que as mulheres negras recebam o direito de voto, ela se opõe ao sufrágio feminino. Com o uso de técnicas cinematográficas, o espectador olha por cima do ombro da Sra. Stratton enquanto ela lê um artigo de jornal intitulado "Lei Proposta para Deter os Negros". Este artigo explica que o senador do Mississippi, James K. Vardaman, propôs um projeto de lei para negar a Décima Quinta Emenda. Vardaman justifica sua ação afirmando: “da sola dos pés chatos ao topo da cabeça, os negros são, sem dúvida, seres inferiores, portanto, como podemos em consciência permitir que eles votem?”
Efrem, servo de Gridlestone, denunciou o Sr. Landry como o assassino, embora não tenha sido testemunha do crime. Abalando o relacionamento que Efrem acreditava ter com os brancos, uma multidão o linchou quando não conseguiu encontrar os Landrys.
O personagem do Velho Ned justifica o atual sistema racial como um plano ordenado por Deus; ser pobre e sem instrução são atributos que levarão os afro-americanos ao céu. Ele prega à sua congregação que “os brancos, com toda a sua escolaridade, toda a sua riqueza, cairão quase todos no inferno eterno, enquanto a nossa raça, carente desses vícios e cujas almas são mais puras, quase todos ascenderão ao céu”. Em uma das cenas mais comoventes e provocantes do filme, o Velho Ned, depois de se humilhar em uma sala cheia de brancos, fecha a porta e passa de um bufão sorridente a um negro enojado. Foi tudo uma performance. O velho Ned diz para a câmera: "Mais uma vez, vendi meu direito de primogenitura. Tudo por uma miserável  sopa." Desesperado e insatisfeito, ele afirma: "Negros e Brancos - todos são iguais. Quanto a mim, miserável pecador, o inferno é o meu destino." Os personagens do Uncle Tom são uma referência na grande mídia. Como o Velho Ned se repreende, Micheaux dá a entender que esses personagens são menos que homens.